# Château de Kinnaird (Aberdeenshire)
Pour les articles homonymes, voir Château de Kinnaird.

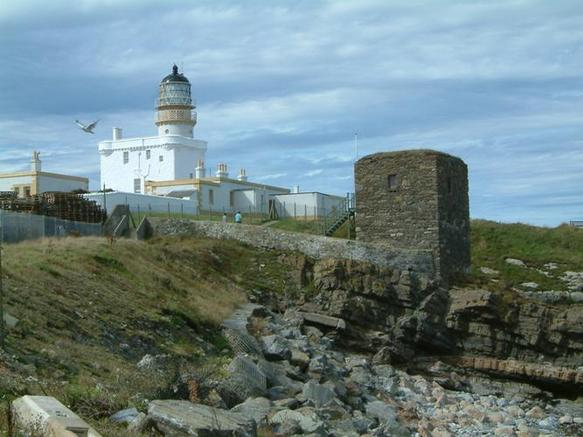
Le château de Kinnaird en 2007

Le Château de Kinnaird est situé à Fraserburgh dans l'Aberdeenshire.
Construit au XVIe siècle, il a été converti en phare en 1787, et héberge le musée des phares écossais.